# Epitheca marginata
Epitheca marginata – gatunek ważki z rodziny szklarkowatych (Corduliidae).